# Condate purpureorufa
Condate purpureorufa är en fjärilsart som beskrevs av George Francis Hampson 1907. Condate purpureorufa ingår i släktet Condate och familjen nattflyn. Inga underarter finns listade i Catalogue of Life.